# Gavirate
De Italiaanse plaats Gavirate ligt in de provincie Varese (Lombardije). Gavirate ligt aan de oostelijke oever van het Meer van Varese. In de plaats staat een museum dat is toegewijd aan de pijp. Een van de tentoongestelde exemplaren heeft ooit toebehoord aan Frans Jozef I van Oostenrijk.
Het centrum van Gavirate telt een aantal kerken en oude paleizen zoals het Palazzo degli Abruzzi uit de 17de eeuw. Langs het meer liggen enkele zonneweiden, een restaurant en een wandelpad. Het belangrijkste bouwwerk van Gavirate is het klooster van Voltorre, dat buiten het centrum staat. Het is gebouwd tussen 1100 en 1150 in de romaanse stijl. Het kloosterhof met zijn zuilenomgang wordt vaak als bijzonder gezien.
Tot de gemeente Gavirate behoort ook Forte d'Orino (1139), de westelijkste top van het massief van de Campo dei Fiori. Vanaf dit punt heeft men een goed uitzicht over de zuidelijke Varesotto, het Lago Maggiore en de Alpenketen. Bij helder weer reikt het uitzicht tot de berg Monviso op de Frans-Italiaanse grens.

## Afbeeldingen

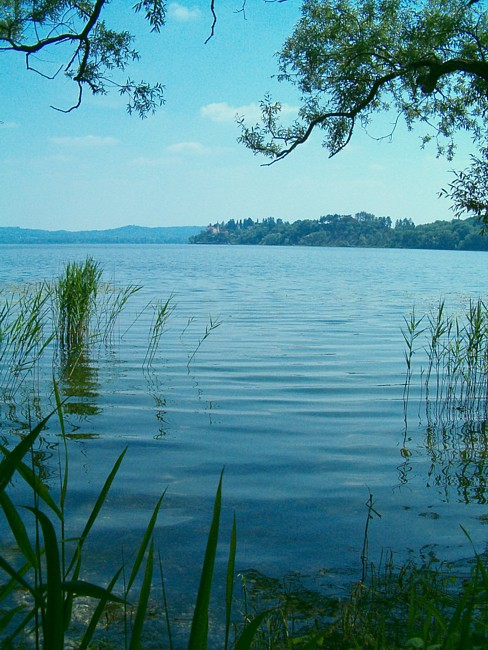
Meer van Varese
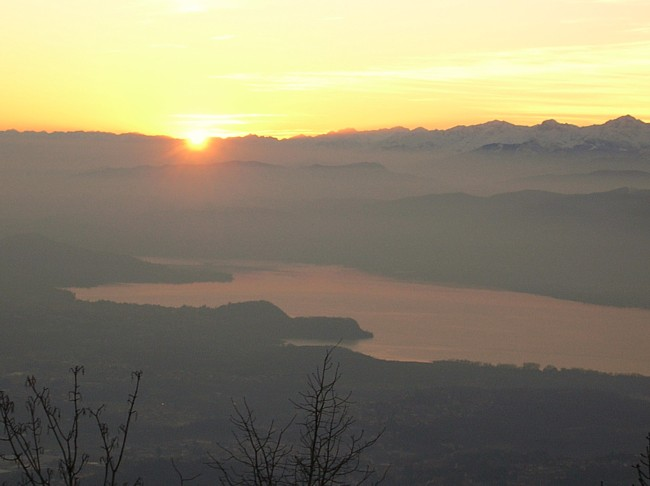
Uitzicht Forte d'Orino